# Lightning-connector
De Lightning-connector, ook wel Lightningadapter of simpelweg Lightning genoemd is een computerbus en oplader die is ontwikkeld door Apple Inc. en werd geïntroduceerd op 12 september 2012.
De Lightning is hiermee de nieuwe standaard van Apple geworden om data over te dragen en het aangesloten apparaat van stroom te voorzien. Het verving daarmee zijn voorganger, de Apple 30-pins dockingconnector. De Lightning-poort zit onder andere verwerkt in de iPhones, iPads, iPods, AirPods en Apple Pencils.
De Lightning bestaat uit een set van 8 pins, in plaats van de 30 die zijn voorganger had. Daarmee is de Lightning een significant stuk compacter. Tevens maakt het met deze uitvoering niet meer uit welke kant van de Lightningadapter naar boven wijst wanneer deze wordt aangesloten.

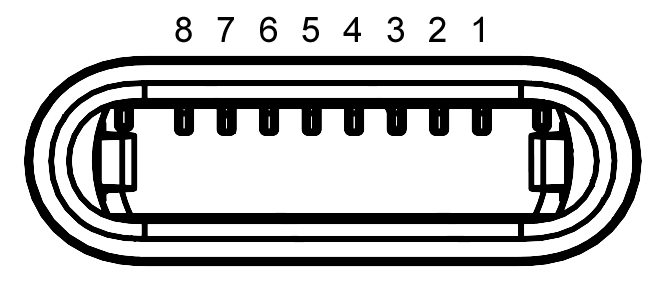
1: Aarde (GND)
2: Lane 0 positief (L0p)
3: Lane 0 negatief (L0n)
4: Identificatie 0 (ID0)
5: Voeding (PWR)
6: Lane 1 negatief (L1n)
7: Lane 1 positief (L1p)
8: Identificatie 1 (ID1)